# Rafael Acedo-Rico y Amat
Rafael Acedo-Rico y Amat   (Madrid, 20 de març de 1816 - Ciudad Real, 1878) va ser un militar i noble espanyol, comte de Cañada i mariscal de camp dels exèrcits espanyols, destacat durant la Primera Guerra Carlina (1833-1840) i les revoltes succeïdes els anys següents.
Era fill de Joaquín Acedo-Rico i Teresa Amat, procedia de la família dels comtes de Cañada per la via paterna i dels marquesos de Castellbell per la materna. Va iniciar la seva carrera militar com a cadet en el regiment de cavalleria de Castella, en primer lloc de lleugers, el 28 de juliol de 1834. Va entrar en acció per primera vegada el juny de 1836 a Carbas. Més tard, el gener de 1837 en la batalla d'Alcolea de Cinca, i també va estar present en les batalles de Barbastre, Chiva i en la d'Arcos de Cantera, a més d'estar en altres escenaris de la guerra com Nules i Alcora, així com a Vistabella, Batea i Minuesa, en aquestes tres darreres ostentant ja el càrrec de capità. A les ordres de Marcelino Oráa es va trobar en el setge de Morella, el general en cap li va conferir al camp de batalla el grau de comandant d'esquadró, confirmat posteriorment pel rei. Més tard, va prendre part també en el segon reconeixement de Segura, en la retirada de Villanueva de Rebollar i en l'aixecament del setge de Montalbán. A les ordres de Leopoldo O'Donnell va assistir al setge i presa del castell d'Aliaga, Alcalá de la Selva, i va participar en les accions a Lucena i Ports de Beseit. El 21 d'agost de 1843 se li va atorgar per reial decret el grau de coronel. Es trobava a Madrid durant els fets de les revoltes del 26 de març i 7 de maig de 1848, comandant el regiment de San Marcial, sent promogut el 26 de març a brigadier i sortint del regiment poc després en contra de les faccions contràries al govern del Maestrat, fins que a la fi de desembre va quedar aquarterat a Castella la Nova. El 23 de març de l'any següent va ser nomenant comandant general de Ciudad Real, on va obtenir la Gran Creu d'Isabel la Catòlica. En els successor de 1856 va ser promogut a mariscal de camp, i va obtenir la Creu de Sant Hermenegild. L'abril de 1878 era director d'artilleria. Acedo-Rico va morir poc després.